# Volta a Cataluña 1954
La Volta a Cataluña 1954 fue la 34.ª edición de la Volta a Cataluña. Se disputó en 11 etapas del 5 al 12 de septiembre de 1954 con un total de 1.440 km. El vencedor final fue el italiano Walter Serena.

## Recorrido
En esta edición hay once etapas en ocho días. Así, hubo tres días con doble etapa mañana y tarde. Se disputó una contrarreloj individual en la octava etapa y se dieron bonificaciones a los tres primeros clasificados de cada etapa y en los puertos de montaña. Fueron 104 los ciclistas inscritos para tomar la salida, pero finalmente fueron 94 los que salieron.

## Etapas
| Etapa | Fecha            | Ciudades de etapa                                  | km    | Vencedor de la etapa | Líder de la general |
| ----- | ---------------- | -------------------------------------------------- | ----- | -------------------- | ------------------- |
| 1.ª   | 5 de septiembre  | Montjuic - Montjuic                                | 46,0  | José Serra           | José Serra          |
| 2.ª   | 5 de septiembre  | Barcelona - Manresa                                | 62,0  | Miguel Bover         | Miguel Bover        |
| 3.ª   | 6 de septiembre  | Manresa - Figueras                                 | 274,0 | Alberto Sant         | José Serra          |
| 4.ª   | 7 de septiembre  | Figueras - Puigcerdá                               | 193,0 | Mariano Corrales     | Alberto Sant        |
| 5.ª   | 8 de septiembre  | Puigcerdá - Lérida                                 | 194,0 | Juan Bibiloni        | Alberto Sant        |
| 6.ª   | 9 de septiembre  | Lérida - Tortosa                                   | 188,0 | Miguel Poblet        | Alberto Sant        |
| 7.ª   | 10 de septiembre | Tortosa - Salou                                    | 169,0 | Odino Baldarelli     | Alberto Sant        |
| 8.ª   | 10 de septiembre | Salou - Reus (CRI)                                 | 40,0  | Walter Serena        | Walter Serena       |
| 9.ª   | 11 de septiembre | Reus - Sitges                                      | 112,0 | Miguel Poblet        | Walter Serena       |
| 10.ª  | 11 de septiembre | Aut. Terramar - Aut. Terramar (San Pedro de Ribas) | 50,0  | Miguel Poblet        | Walter Serena       |
| 11.ª  | 12 de septiembre | Sitges - Barcelona                                 | 120,0 | Miguel Poblet        | Walter Serena       |

### 1.ª etapa[2]
05-09-1954: Barcelona - Barcelona. 46,0 km
|   | Ciclista         | Equipo             | Tiempo     |
| - | ---------------- | ------------------ | ---------- |
| 1 | José Serra       | R.C.D. Español-GAC | 1h 10' 54" |
| 2 | José Segú        | R.C.D. Español-GAC | + 05"      |
| 3 | Salvador Botella | R.C.D. Español-GAC | + 11"      |

|   | Ciclista         | Equipo             | Tiempo     |
| - | ---------------- | ------------------ | ---------- |
| 1 | José Serra       | R.C.D. Español-GAC | 1h 10' 54" |
| 2 | José Segú        | R.C.D. Español-GAC | + 05"      |
| 3 | Salvador Botella | R.C.D. Español-GAC | + 11"      |

### 2.ª etapa
05-09-1954:  Barcelona - Manresa. 62,0 km=
|   | Ciclista        | Equipo                | Tiempo     |
| - | --------------- | --------------------- | ---------- |
| 1 | Miguel Bover    | R. C. D. Espanyol-GAC | 1h 40' 26" |
| 2 | Gabriel Company | Peña Solera-Cacaolat  | m. t.      |
| 3 | Antón Barrutia  | U.C. Terrassa         | m. t.      |

|   | Ciclista        | Equipo                | Tiempo     |
| - | --------------- | --------------------- | ---------- |
| 1 | Miguel Bover    | R. C. D. Espanyol-GAC | 2h 51' 36" |
| 2 | Gabriel Company | Peña Solera-Cacaolat  | m. t.      |
| 3 | Antón Barrutia  | U.C. Terrassa         | m. t.      |

### 3.ª etapa
06-09-1954: Manresa - Figueras. 234,0 km
|   | Corredor      | Equipo                | Tiempo     |
| - | ------------- | --------------------- | ---------- |
| 1 | Alberto Sant  | Peña Solera-Cacaolat  | 7h 45' 46" |
| 2 | Walter Serena | Itàlia-Berkel         | m. t.      |
| 3 | José Serra    | R. C. D. Espanyol-GAC | m. t.      |

|   | Ciclista      | Equipo                | Tiempo      |
| - | ------------- | --------------------- | ----------- |
| 1 | José Serra    | R. C. D. Espanyol-GAC | 10h 37' 59" |
| 2 | Walter Serena | Itàlia-Berkel         | + 11"       |
| 3 | Alberto Sant  | Peña Solera-Cacaolat  | + 13"       |

### 4.ª etapa[3]
07-09-1954: Figueras - Puigcerdá. 193,0 km
|   | Corredor         | Equipo        | Tiempo     |
| - | ---------------- | ------------- | ---------- |
| 1 | Mariano Corrales |               | 5h 28' 43" |
| 2 | Mauro Gianneschi | Itàlia-Berkel | + 19"      |
| 3 | Juan Escolá      | PC Nicky's    | + 28"      |

|   | Ciclista         | Equipo               | Tiempo      |
| - | ---------------- | -------------------- | ----------- |
| 1 | Alberto Sant     | Peña Solera-Cacaolat | 16h 09' 54" |
| 2 | Walter Serena    | Itàlia-Berkel        | + 01' 06"   |
| 3 | Mauro Gianneschi | Itàlia-Berkel        | + 04' 57"   |

### 5.ª etapa[4]
08-09-1954: Puigcerdá - Lérida. 194,0 km
|   | Corredor         | Equipo                | Tiempo     |
| - | ---------------- | --------------------- | ---------- |
| 1 | Juan Bibiloni    | Peña Solera-Cacaolat  | 4h 55' 04" |
| 2 | Jan Adriaenssens | Bèlgica-Noyet         | + 08"      |
| 3 | José Segú        | R. C. D. Espanyol-GAC | + 01' 01"  |

|   | Ciclista         | Equipo               | Tiempo      |
| - | ---------------- | -------------------- | ----------- |
| 1 | Alberto Sant     | Peña Solera-Cacaolat | 21h 07' 05" |
| 2 | Walter Serena    | Itàlia-Berkel        | + 01' 06"   |
| 3 | Mauro Gianneschi | Itàlia-Berkel        | + 04' 57"   |

### 6.ª etapa[5]
09-09-1954: Lérida - Tortosa. 188,0 km
|   | Ciclista         | Equipo                | Tiempo     |
| - | ---------------- | --------------------- | ---------- |
| 1 | Miguel Poblet    | R. C. D. Espanyol-GAC | 5h 08' 35" |
| 2 | Vicente Iturat   | R. C. D. Espanyol-GAC | m. t.      |
| 3 | Odino Baldarelli | Italia-Berkel         | m. t.      |

|   | Ciclista         | Equipo                | Tiempo      |
| - | ---------------- | --------------------- | ----------- |
| 1 | Alberto Sant     | Peña Solera-Cacaolat  | 26h 15' 40" |
| 2 | Walter Serena    | Italia-Berkel         | + 01' 06"   |
| 3 | Salvador Botella | R. C. D. Espanyol-GAC | + 06' 46"   |

### 7.ª etapa[6]
10-09-1954: Tortosa - Salou. 169,0 km
|   | Ciclista         | Equipo               | Tiempo     |
| - | ---------------- | -------------------- | ---------- |
| 1 | Odino Baldarelli | Itàlia-Berkel        | 4h 26' 16" |
| 2 | Francisco Alomar | Círculo Barcelonista | m. t.      |
| 3 | Juan Bibiloni    | Peña Solera-Cacaolat | m. t.      |

|   | Ciclista         | Equip                 | Temps       |
| - | ---------------- | --------------------- | ----------- |
| 1 | Alberto Sant     | Peña Solera-Cacaolat  | 30h 48' 34" |
| 2 | Walter Serena    | Itàlia-Berkel         | + 01' 06"   |
| 3 | Salvador Botella | R. C. D. Espanyol-GAC | + 06' 46"   |

### 8.ª etapa
10-09-1954: Salou - Reus. 40,0 km (CRI)
|   | Corredor      | Equipo                | Tiempo    |
| - | ------------- | --------------------- | --------- |
| 1 | Walter Serena | Itàlia-Berkel         | 56' 26"   |
| 2 | Miguel Poblet | R. C. D. Espanyol-GAC | + 35"     |
| 3 | Bernardo Ruiz | R. C. D. Espanyol-GAC | + 01' 32" |

|   | Ciclista         | Equipo                | Tiempo      |
| - | ---------------- | --------------------- | ----------- |
| 1 | Walter Serena    | Itàlia-Berkel         | 31h 46' 06" |
| 2 | Alberto Sant     | Peña Solera-Cacaolat  | + 01' 43"   |
| 3 | Salvador Botella | R. C. D. Espanyol-GAC | + 07' 50"   |

### 9.ª etapa[7]
11-09-1954: Reus - Sitges. 112,0 km
|   | Ciclista       | Equipo                | Tiempo     |
| - | -------------- | --------------------- | ---------- |
| 1 | Miguel Poblet  | R. C. D. Espanyol-GAC | 2h 59' 42" |
| 2 | Miguel Bover   | R. C. D. Espanyol-GAC | m. t.      |
| 3 | Vicente Iturat | R. C. D. Espanyol-GAC | m. t.      |

|   | Ciclista         | Equipo                | Tiempo      |
| - | ---------------- | --------------------- | ----------- |
| 1 | Walter Serena    | Itàlia-Berkel         | 34h 45' 48" |
| 2 | Alberto Sant     | Peña Solera-Cacaolat  | + 01' 43"   |
| 3 | Salvador Botella | R. C. D. Espanyol-GAC | + 07' 50"   |

### 10.ª etapa
11-09-1954: Autódromo de Terramar. 50,0 km
|   | Ciclista          | Equipo                | Tiempo     |
| - | ----------------- | --------------------- | ---------- |
| 1 | Miguel Poblet     | R. C. D. Espanyol-GAC | 1h 11' 02" |
| 2 | Vicente Iturat    | R. C. D. Espanyol-GAC | m. t.      |
| 3 | José Pérez Llacer | Círculo Barcelonista  | m. t.      |

|   | Ciclista         | Equipo                | Tiempo      |
| - | ---------------- | --------------------- | ----------- |
| 1 | Walter Serena    | Italia-Berkel         | 35h 56' 50" |
| 2 | Alberto Sant     | Peña Solera-Cacaolat  | + 01' 43"   |
| 3 | Salvador Botella | R. C. D. Espanyol-GAC | + 07' 50"   |

### 11.ª etapa[8]
12-09-1954: Sitges - Barcelona. 120,0 km
|   | Ciclista      | Equipo                | Tiempo     |
| - | ------------- | --------------------- | ---------- |
| 1 | Miguel Poblet | R. C. D. Espanyol-GAC | 3h 15' 02" |
| 2 | José Segú     | R. C. D. Espanyol-GAC | m. t.      |
| 3 | Walter Serena | Itàlia-Berkel         | + 01' 44"  |

|   | Ciclista      | Equipo                | Tiempo      |
| - | ------------- | --------------------- | ----------- |
| 1 | Walter Serena | Italia-Berkel         | 39h 13' 39" |
| 2 | Alberto Sant  | Peña Solera-Cacaolat  | + 01' 43"   |
| 3 | Miguel Poblet | R. C. D. Espanyol-GAC | + 7' 47"    |

## Clasificación General
|    | Ciclista         | Equipo                | Tiempo      |
| -- | ---------------- | --------------------- | ----------- |
|    | Walter Serena    | Itàlia-Berkel         | 39h 13' 39" |
| 2  | Alberto Sant     | Peña Solera-Cacaolat  | + 1' 40"    |
| 3  | Miguel Poblet    | R. C. D. Espanyol-GAC | + 7' 47"    |
| 4  | Salvador Botella | R. C. D. Espanyol-GAC | + 7' 47"    |
| 5  | Gabriel Company  | Peña Solera-Cacaolat  | + 9' 27"    |
| 6  | José Serra       | R. C. D. Espanyol-GAC | + 12' 01"   |
| 7  | Antonio Gelabert | Peña Solera-Cacaolat  | + 13' 51"   |
| 8  | Francisco Alomar | Círculo Barcelonista  | + 14' 45"   |
| 9  | Emilio Rodríguez | Círculo Barcelonista  | + 15' 25"   |
| 10 | Andrés Trobat    | Peña Solera-Cacaolat  | + 15' 40"   |

## Clasificaciones secundarias
|   | Ciclista         | Equipo                | Puntos |
| - | ---------------- | --------------------- | ------ |
| 1 | José Segú        | R. C. D. Espanyol-GAC | 23     |
| 2 | Mariano Corrales |                       | 12     |
| 3 | José Serra       | R. C. D. Espanyol-GAC | 8      |
| 3 | Miguel Poblet    | R. C. D. Espanyol-GAC | 8      |

|   | Equipo                | Puntos |
| - | --------------------- | ------ |
| 1 | R. C. D. Espanyol-GAC | 117,5  |
| 2 | Peña Solera-Cacaolat  | 389    |
| 3 | Italia-Berkel         | 494,5  |